# La principessa Sissi (serie animata)
La principessa Sissi (Princess Sissi) è una serie animata Canadese-francese basata sulla storia della figura di Elisabetta di Baviera e realizzata dagli studi CinéGroupe, Rai e Saban International Paris. In Italia è stata trasmessa in prima visione su Rai 1 nel 1998, all'interno del palinsesto di Solletico. È stato pubblicata in VHS dalla Fox Kids e in DVD dalla Mediafilm SpA. L'azienda realizzò, con la label 'Cartoni & Tv' -distribuita da Medusa Film - una collezione di film di montaggio, con la rimasterizzazione delle immagini, ed una nuova sigla, scritta e prodotta, come i film da Nicola Bartolini Carrassi. Il primo DVD della collezione uscì con allegato il CD audio 'Cartoni& tv', contenente le sigle dei prodotti per ragazzi di Mediafilm, trasmessi anche da Italia Uno e, successivamente, negli anni, da Boing. I quattro film furono distribuiti in edicola da Gamma 3000, arrivando alla sesta edizione consecutiva in tre mesi (audipress 2005). 
La serie narra le avventure di Sissi e del suo fidanzato Franz, e delle traversie che dovrà affrontare il loro amore prima di potersi coronare con il matrimonio e con il suggello dell'impero austriaco con il regno ungherese.

## Trama
Elisabeth von Wittelsbach, che dagli amici si fa chiamare Sissi, è la sedicenne figlia del duca bavarese Max e di sua moglie Ludovica. Di carattere buono e gentile, ma assai ribelle, vive a Possenhofen con la famiglia, circondata da molti amici. Un giorno fa casualmente la conoscenza di Franz, il principe ereditario dell'Impero d'Austria, e fra i due sboccia ben presto l'amore. La relazione sarà però molto travagliata, soprattutto per l'opposizione dell'imperatrice Sofia, madre di Franz, e per gli intrighi del consigliere Zottornick e del conte Arkas, i quali mirano a impossessarsi del potere. Sostenuti da numerosi amici, come l'orfanello Tommy, i due protagonisti vivranno numerose avventure attraverso la turbolenta Europa del XIX secolo, finiscono addirittura in mezzo alla guerra tra l'Austria e i ribelli ungheresi guidati dal colonnello Gyula Andrássy, inseguendo sempre il desiderio di coronare il loro sogno d'amore.
Sissi, Elisabetta di Baviera, futura imperatrice d'Austria, vive nel diciannovesimo secolo; nel periodo in cui l'impero Austroungarico è minacciato dalla guerra. Ma la sua storia è prima di tutto una storia d'amore, e racconta del coraggio e della forza di una giovane donna che combatte una lunga battaglia per non rinunciare al suo amato; non ultimo il disprezzo che la madre dello stesso principe le dimostra. Ma né i complotti a corte, né la guerra né una lunga strada piena di ostacoli, fermeranno questo grande amore.

## Personaggi
- Sissi - Sissi ha sedici anni e vive con i genitori (Il Duca Max, suo padre, e la Duchessa Ludovica, sua madre), i fratelli e le sorelle (Kail, Konrad, Tina e Bepa, la sorellina più piccola) alla corte dell'Impero austro-ungarico, una delle nazioni più potenti dell'Europa del diciannovesimo secolo. Sissi è una ragazza vivace e graziosa, con lunghi capelli castano ramato e occhi azzurri, cresciuta in un ambiente informale e a contatto con la natura. È un'abile nuotatrice, una provetta amazzone e ama andare a cavallo, oltre alle lunghe passeggiate per le montagne e nei boschi. Ha due animali domestici: il cane Shadow (che in inglese significa ombra) e il pappagallo Chiacchiera; il suo cavallo nero si chiama Tempest. È una ragazza che lotta per la giustizia e la lealtà, infatti, diventa molto amica di Andrássy, capo dei ribelli ungheresi (allora l'Ungheria era dominio Austriaco, da cui voleva staccarsi). Con la sua grazia e la sua dolcezza conquista il cuore del principe Francesco Giuseppe, futuro imperatore d'Austria. La principessa dovrà affrontare, con coraggio e determinazione, numerosi ostacoli e complotti di corte per non rinunciare al suo amato.
- Franz - Futuro imperatore d'Austria e figlio dell'Imperatrice Sofia. Il suo cavallo bianco si chiama Pegaso, che solo Sissi e lui riescono a cavalcare. Perdutamente innamorato di Sissi, allorché riesce a convincere la madre a sposarla. Lui vede in lei tutto ciò che nella sua infanzia non ha potuto fare, come divertirsi ed essere libero di far ciò che vuole.
- Karl - Fratello minore di Franz, innamorato anche lui di Sissi, anche se non glielo rivela mai, ma la aiuta in ogni situazione.
- Elena - Donna ambiziosa, scaltra e vanesia, è in combutta con il consigliere ed Arkas per sabotare il matrimonio di Sissi e diventare così la fidanzata di Franz e futura Imperatrice d'Austria. È molto scortese soprattutto con i bambini e la povera gente, e cerca sempre di entrare nelle grazie della sovrana. Alla fine si sposa con Fritz, felice di aver trovato qualcuno che la ami. Ma anche da sposata passerà tutto il suo tempo a lamentarsi della vita che conduce.
- L'Imperatrice Sofia - Imperatrice d'Austria, è molto severa con i suoi figli soprattutto con Franz cui vuole obbligare il fidanzamento con Helena, che crede più seria e incline all'etichetta. Cambia atteggiamento nei confronti di Sissi dopo che questa salva i suoi figli da morte sicura.
- Il Duca Max - È un uomo molto furbo; anche se capo di Possi non è molto ricco, ma riesce sempre a non cedere ai ricatti di Arkas che lo vuole spodestare. Nonostante la sua continua assenza, i figli lo adorano e Sissi, affine al padre per carattere, lo ama più di tutti e lui le ricambia quest'enorme affetto.
- Il Conte Arkas - Un facoltoso conte che vive a Possi nel suo castello. Vuole spodestare il duca Max dal ruolo di padrone della cittadina, con numerosi ricatti e truffe. A Vienna aiuta il Consigliere Zottornik nei suoi loschi piani per diventare più ricco. Il suo incarico è quello di capo delle spie del consigliere.
- Il Consigliere Zottornik - È un losco individuo che vuole a tutti i costi sabotare il piano di pace con l'Ungheria. Infatti grazie all'ingenuità della sovrana riesce molte volte nei suoi piani. Alla fine verrà scoperto e costretto a diventare l'inserviente di Helena, che lo ribattezzerà "Zotto". Riesce con un inganno a diventare cancelliere, mirando a diventare il signore e padrone dell'impero austriaco ma è tradito dal pappagallo di Sissi, che ripete le sue parole mentre questi cerca di giustificarsi con Franz. Scoperti i suoi piani viene fatto arrestare dal principe Franz che gli promette una punizione severa.
- Andrássy - Capo dei ribelli ungheresi, molto amico del duca Max e della sua famiglia, viene aiutato da Sissi e da suo padre nel cercare un accordo di pace con l'Austria.
- Ida - Fidanzata di Andrássy, anche lei ungherese, miglior amica di Sissi. Lavora in una compagnia circense.
- Lady Matilda - è la dama di compagnia di Sissi a corte, padrona di un orfanotrofio a cui lascia tutti i suoi risparmi, Sissi l'aiuta nel suo intento di aiutare questi poveri bambini; quando infatti Sissi vince un premio in denaro per una competizione equestre chiede che il denaro sia devoluto all'orfanotrofio dove incontra anche Anita (una bambina che aiutò in un'inondazione dove persero la vita i suoi genitori).
- Lord Phineas Butterscotch - Inizialmente direttore del circo Zaratustra, è di nazionalità inglese. È favorevole ad aiutare Sissi nel suo intento di mettere pace tra l'Austria e l'Ungheria, visto che il suo circo è composto da soli ungheresi. I due (Matilda e Butterscotch) si innamorano dopo poco tempo.
- Tommy - È un bambino di 10 anni sincero e leale, ma diventa davvero molto furbo all'occorrenza. Una notte mentre Franz e Carl stavano attraversando il bosco, vennero aggrediti dai lupi il bambino suonò astutamente il corno così gli abitanti della cittadina gli vennero in aiuto. Va sempre in giro con il suo scoiattolo di nome Crock; vive a Possi. Sissi lo considera come un fratello e un vero e proprio amico su cui può sempre contare. È il figlio di un architetto ingaggiato dal Conte Arkas e da quest'ultimo ingannato quando terminata la costruzione del castello per non pagare il lavoro svolto lo fa arrestare e condannare ingiustamente a 10 anni di lavori forzati. Quando Tommy lo incontra decide di farsi aiutare da Sissi e dai suoi amici a provare l'innocenza del padre cui viene reso il castello di Arkas.
- Dottor Fritz - È un medico squattrinato che gira il mondo cercando di vendere un elisir di sua invenzione. Si tratta di una medicina portentosa che salva la vita ad Arkas e anche a Sissi, caduta ammalata. Somiglia come una goccia d'acqua a Franz. Sfruttando questa somiglianza,  Zottornik con l'aiuto del Conte Arkas fa rapire il principe e lo sostituisce con Fritz. Questi accetta di collaborare con i due traditori solo perché Zottornik gli ha promesso un vero e proprio tesoro che in realtà desidera tenere solo per sé. Ma quando il principe Franz rifà la sua comparsa il dottore gli cede subito il posto, proclamandosi fedele alla corona, e riuscendo così a scansare ogni punizione a patto che porti Helena il più lontano possibile. Divenuto ricco grazie all'oro sottratto a Zottornik, comprerà una fattoria e ci andrà ad abitare con Helena, di cui si è innamorato durante il periodo passato nei panni di Franz. Una sua particolarità è esclamare spesso: "Perdinci!".
- Von Grossberg - È il padre di Helena ed è il maresciallo dell'esercito dell'impero Austriaco. Quando parla, nessuno capisce mai cosa dice, tranne Helena. È il primo che cerca di spiegare all'imperatrice la vera natura di Zottornik dopo aver capito che quest'ultimo ha tradito l'impero austriaco, ma fallisce a causa del suo incomprensibile modo di parlare.
- Greta - domestica a casa di Sissi, molto dolce e disponibile.
- La Duchessa Ludovica - è la madre di Sissi, innamoratissima del marito.
- Kail e Konrad - fratelli minori di Sissi. Sono gemelli.
- Tina - è la sorella minore di Sissi. Al ballo di fidanzamento tra Helena e Franz (il quale ha poi scelto Sissi) si è vestita da maschio solo perché non c'erano vestiti della sua misura a Vienna. In seguito indossa uno degli abiti di Sissi che si è ristretto mentre questa salva la vita ad una piccola orfana dopo un'inondazione del Danubio. Ha una bambola (Miss Lucy) alla quale è affezionatissima, un regalo del padre. Ripete spesso la frase "Semplice, vero?".
- Bepa - è la seconda sorella minore di Sissi, la piccola di casa.
- Chiacchiera - è il pappagallo di Sissi. Si chiama così in quanto è un gran chiacchierone e un abilissimo doppiogiochista. Nonostante tutto vuole molto bene a Sissi e alla famiglia di quest'ultima. A volte la sua passione per i pettegolezzi mette nei guai Sissi, causandole i rimproveri del padre che inizialmente è contrario all'amore che sta sbocciando tra sua figlia Elizabeth e Franz in quanto ritiene che la madre di quest'ultimo sia una vera tiranna e che Sissi non sarebbe felice a palazzo. Durante l'episodio 51, i fratelli di Sissi Kail e Konrad chiedono aiuto proprio a lui per spiare Zottornik, chiedendogli di restare con lui e di ripetere tutto quello che dice. Nell'episodio successivo tradisce Zottornik svelando così il suo doppio gioco, poiché rovina una volta per tutte i suoi piani davanti a tutti gli invitati alle nozze di Sissi e Franz, il quale tenta inutilmente di afferrarlo mentre vola tra la folla, scatenando le risate di tutti i presenti sia austriaci che ungheresi. Franz può così farlo arrestare con la promessa di una punizione più dura di quanto immagina.

## Edizione italiana
L'edizione italiana è curata da La BiBi.it con la direzione del doppiaggio di Noemi Gifuni e i dialoghi di Elena Cantarone e Daniela Nobili. 

## Sigle Italiane
Le sigle TV, quella iniziale "Semplicemente Sissi", (T. Montelpare - E. Finardi), e quella finale "Niente e nessuno", (E. Finardi), hanno avuto come interprete Lighea. La sigla dei film di montaggio proposti in dvd da Medusa Film, 'Principessa Sissi: io sarò', (Nicola B. Carrassi - Daniele Blandino), ha come interpreti Susanna Dubaz e Lucio Avitabile. Quest'ultima canzone, dapprima pubblicata su CD audio, più tardi venne allegata ai Dvd; poi fu messa in vendita, distribuita nei negozi di dischi e GDO; quindi nel 2023, con il titolo Principessa Sissi, è stata pubblicata dalla RCO Music sugli store digitali in occasione del 25º anniversario.

### Doppiatori
| Personaggio            | Voce                                   |
| ---------------------- | -------------------------------------- |
| Sissi                  | Paola Valentini                        |
| Franz                  | Nanni Baldini                          |
| Tommy                  | Alessio Puccio                         |
| Karl                   | Francesco Pezzulli (1ª voce) (2ª voce) |
| Helena                 | Ilaria Latini                          |
| Imperatrice Sofia      | Paola Giannetti                        |
| Duca Max               | Carlo Marini                           |
| Duchessa Ludovica      | Monica Gravina                         |
| Conte Arkas            | Diego Reggente                         |
| Consigliere Zottornick | Franco Zucca                           |
| Chiacchiera            | Alessio Cigliano                       |
| Ida                    | Valentina Mari                         |
| Tina                   | Tatiana Dessi (1ª voce), (2ª voce)     |
| Kail                   | (1ª voce), (2ª voce)                   |
| Konrad                 | (1ª voce), (2ª voce)                   |
| Fritz                  | Nanni Baldini                          |
| Kaspar, il Maggiordomo | Fabrizio Temperini                     |

### Episodi
La serie è composta in totale da 52 episodi, che sono stati raccolti prima in VHS e poi in DVD. La collezione in digitale con label 'Cartoni&tv' per Medusa Film, ha compreso 5 film di montaggio, intitolati: Inizia l'avventura, Meravigliosa gioventù, L'amore è magia, I viaggi di Sissi e Il sogno si avvera.
Prima stagione
1. Il ritorno di papà
2. Primi batticuori
3. Una visita inattesa
4. Un ladruncolo a Possi
5. Helena, la terribile
6. Il momento del commiato
7. Cogliere le occasioni
8. Lo strano uomo dei boschi
9. La vendetta di Arkas
10. Il bacio di Innsbruck
11. Il rifiuto dei genitori
12. La lettera di Franz
13. Il ballo di fidanzamento
14. Incontri mancati
15. Primi passi a corte
16. La gabbia dorata
17. Il circo Zaniouchka
18. Lo specchio
19. Un Natale movimentato
20. Prigioniera nella fortezza
21. Una corsa contro il tempo
22. Sissi se ne va
23. Chi ha rubato Tempest?
24. In corsa per la vittoria
25. Una gita pericolosa
26. Sommossa a Vienna

Seconda stagione
1. La tiara è sparita
2. Alto tradimento
3. Addio per sempre
4. Lunga vita a Erszebet
5. Gelosia
6. Addio a Budapest
7. Un'asta per Possi
8. Sissi a Parigi
9. Momenti difficili
10. L'amazzone misteriosa
11. Nascondino a Schönnbrunn
12. Un viaggio pericoloso
13. Il segreto svelato
14. L'isola di Ahriman
15. In mezzo alla tempesta
16. La pace in pericolo
17. Gli inganni di Zottornick
18. Un attacco a tradimento
19. Un perfido consigliere
20. Una questione di protocollo
21. Il sogno di Tommy
22. Una festa al castello
23. Due gocce d'acqua
24. Il principe Fritz
25. Un doppio inganno
26. L'amore vince sempre